# Irina Guro
Irina Guro (właściwie: Raisa Romanowna Soból; ros. Ирина Гуро, z domu Раиса Романовна Соболь; 1904–1988) – radziecka pisarka i poetka narodowości ukraińskiej. Autorka licznych książek dla dzieci oraz dla dorosłych czytelników. Pisała głównie opowiadania i powieści obyczajowe. Laureatka  nagrody Nikołaja Ostrowskiego. Również działaczka polityczna.

## Wybrana twórczość
- 1950: W dobrą drogę, Kumrinisa
- 1953: Na surowym zboczu
- 1964: Wszystkim śmierciom na złość
- 1966: Droga na Riubiecal
- 1987: Koń mój biegnie
- 1989: Olchowa aleja
- Miara czynów ludzkich
- Niewidzialny jeździec
- Piwiarnia „Pod Klepsydrą”
- Wakacyjna przygoda